# Limoeiro do Norte (kommun)
Limoeiro do Norte är en kommun i Brasilien.   Den ligger i delstaten Ceará, i den östra delen av landet, 1 600 km nordost om huvudstaden Brasília. Antalet invånare är 56 281. Arean är 752 kvadratkilometer.
Terrängen i Limoeiro do Norte är huvudsakligen platt.
Följande samhällen finns i Limoeiro do Norte:
- Limoeiro do Norte

Omgivningarna runt Limoeiro do Norte är huvudsakligen savann. Runt Limoeiro do Norte är det ganska tätbefolkat, med 72 invånare per kvadratkilometer.